# Traunsteiner Skihütte
Die Traunsteiner Skihütte ist eine Alpenvereinshütte der Sektion Traunstein des Deutschen Alpenvereins in 1160 m ü. NHN Höhe auf der Winklmoos-Alm südlich unterhalb des Dürrnbachhorns. Die Hütte befindet sich auf dem Gemeindegebiet von Reit im Winkl im oberbayerischen Landkreis Traunstein wenige Meter von der Staatsgrenze zu Österreich entfernt. Es ist eine beliebte Raststation auf der durch Rosi Mittermaier bekannt gewordenen Winklmoosalm, einem weitläufigen Almgebiet zwischen dem Dürrnbachhorn und der Steinplatte. Die Traunsteiner Skihütte ist fast ganzjährig geöffnet (außer bei Betriebsferien und mittwochs) und kann im Sommer über eine Mautstraße und im Winter über die Gondelbahn ab Seegatterl (an der B 305) mühelos erreicht werden. Für Bergsteiger ist die Hütte ein ausgezeichneter Ausgangspunkt für verschiedene Gipfeltouren und Übergänge, während sich die Umgebung in der kalten Jahreszeit zum Skifahren anbietet.

## Zugänge
- Von Seegatterl (765 m, Parkplatz, an der B 305) durch das Dürrnbachtal, leicht, Gehzeit: 1½ Stunden
- Vom Heutal (980 m, Parkplatz, bei Unken) über den Landweg, leicht, Gehzeit: 1½ Stunden
- Über die Mautstraße „Höhenstraße Winklmoosalm“ von Seegatterl ist die Auffahrt für Übernachtungsgäste bis zur Hütte möglich

## Übergänge
- Steinplattenhaus (1375 m, Privat) über Möseralm und Stallenalm, leicht, Gehzeit: 2 Stunden
- Straubinger Haus (1600 m, DAV) über Pflegereck und Hemmersuppenalm, leicht, Gehzeit: 4 Stunden
- Wildalm (1250 m) über Finsterbachalm und Gimplingsattel, leicht, Gehzeit: 2 Stunden

## Gipfelbesteigungen
- Dürrnbachhorn (1776 m) über Dürrnbachalm und Dürrnbacheck, leicht, Gehzeit: 1½ Stunden
- Wildalphorn (1738 m) über Finsterbachalm und Gimplingsattel, mittel, Gehzeit: 2 Stunden
- Sonntagshorn (1961 m) über Heutal, Hochalm und Südflanke, leicht, Gehzeit: 3½ Stunden
- Steinplatte (1869 m) über Möseralm und Kammerköhralm, leicht, Gehzeit: 2½ Stunden
- Scheibelberg (1465 m) über Roßweide und Skihang, leicht, Gehzeit: 1 Stunde